# Jewish Claims Conference
Die Conference on Jewish Material Claims Against Germany, auch Claims Conference und Jewish Claims Conference (JCC), ist ein Zusammenschluss jüdischer Organisationen. Sie vertritt seit ihrer Gründung 1951 Entschädigungsansprüche jüdischer Opfer des Nationalsozialismus und Holocaust-Überlebender. Die Organisation hat ihren Sitz in New York City und unterhält in Frankfurt am Main, Wien und Tel Aviv Repräsentanzen.

## Tätigkeit
Nach einer Rede von Konrad Adenauer im deutschen Bundestag im September 1951, in der er die Bereitschaft der Bundesregierung zur Entschädigung für Verbrechen der Deutschen an Juden erklärte, berief Nahum Goldmann, der Präsident des Jüdischen Weltkongresses, eine Konferenz von 23 jüdischen Organisationen nach New York ein. Die Teilnehmer einigten sich auf eine Organisationsform, die die verschiedenen materiellen Ansprüche bündeln sollte. Diese war bei den Regierungsgesprächen zwischen der Bundesrepublik Deutschland und dem Staat Israel weiterer Verhandlungspartner in Wiedergutmachungsfragen. Während der Staat Israel Ansprüche israelischer Bürger geltend machte, vertrat die Jewish Claims Conference die Interessen der außerhalb Israels lebenden Juden oder ihrer Erben, besonders in den USA.

### Luxemburger Abkommen
Die in Wassenaar bei Den Haag geführten Gespräche über Entschädigungszahlungen an jüdische NS-Opfer führten am 10. September 1952 zum Abschluss des Luxemburger Abkommens. Darin verpflichtete sich die Bundesrepublik Deutschland, gesetzliche Entschädigungsregelungen zu schaffen und im Verlauf der nächsten Jahre insgesamt 3,5 Milliarden Mark an Israel und die JCC in Kompensation für die Eingliederungskosten mittelloser jüdischer Flüchtlinge zu zahlen. Die zur Gültigkeit nötige Abstimmung im Frühjahr 1953 im Bundestag ergab lediglich eine knappe Mehrheit. Mehrere Journalisten und Mitarbeiter des Auswärtigen Amts, wie Werner Otto von Hentig, versuchten das Abkommen über die Entschädigungszahlungen zu verhindern.
In enger Partnerschaft mit Israel hat die Jewish Claims Conference seither Zahlungen von Deutschland, Österreich, anderen Staaten und Industrieunternehmen erhalten. JCC finanzierte damit Programme zur Unterstützung der NS-Opfer.

### Osterweiterung
Im Zuge des deutschen Wiedervereinigungsprozesses sahen sich die Bundesrepublik Deutschland und die DDR mit neuen Ansprüchen konfrontiert, weil sich die DDR wie andere Ostblock-Staaten zwar als Opfer des Nationalsozialismus, aber nicht als Erbe seiner Hinterlassenschaft gesehen und daher jüdische Entschädigungsansprüche abgelehnt hatte. Anlässlich des Empfangs von Rabbiner Israel Miller, damaliger Präsident der Jewish Claims Conference, durch den Staatsratsvorsitzenden Erich Honecker im Juni 1987 formulierte die JCC Ansprüche auf dem Gebiet der DDR. Doch erst im September 1990 nach dem Ende der Diktatur begründete die DDR im Rahmen der Wiedergutmachungspolitik eine Rückübertragungsmöglichkeit auch für die Opfer der nationalsozialistischen Gewaltherrschaft. Das Gesetz zur Regelung offener Vermögensfragen, das ursprünglich zur Wiedergutmachung von DDR-Unrecht konzipiert war, wurde entsprechend auf NS-Verfolgte angewendet. Die Jewish Claims Conference wurde in § 2 Abs. 1 VermG als Ersatzberechtigte für die Fälle eingesetzt, in denen die jüdischen Berechtigten keinen Antrag auf Wiedergutmachung gestellt haben.
Im Jahre 2005 unterlag der Karstadt-Konzern vor dem Berliner Verwaltungsgericht und dem Bundesverwaltungsgericht der JCC im Rechtsstreit um mehrere Grundstücke in Berlin-Mitte, die bis zur Industriereform in der SBZ dem Wertheim-Konzern gehört hatten.
Karstadt hatte gegen einen Bescheid des Landesamtes zur Regelung offener Vermögensfragen geklagt, wonach die Grundstücke an die JCC übertragen werden sollten. Die JCC hatte die darauf gerichteten Ansprüche anstelle der Wertheim-Erben geltend gemacht. Die Behörde sah die JCC als legitime Rechtsnachfolgerin der Wertheim-Familie, die ihre Beteiligungen am Konzern 1938 wegen ihrer NS-Verfolgung an verkauft hatte. Das Bundesamt für zentrale Dienste und offene Vermögensfragen (BADV) – Nachfolgebehörde des „Bundesamts zur Regelung offener Vermögensfragen“ (BAROV) – sprach im August 2006 der JCC, die die Erben am Erfolg beteiligte, auch das Eigentum des Lenné-Dreiecks am Potsdamer Platz zu.
Weitere Ansprüche werden in Polen, Tschechien und der Slowakei erhoben.
Durch Vertragsverhandlungen über das Rentenprogramm der JCC erreichte die Konferenz im Herbst 2007, dass über zehn Jahre weitere 250 Millionen Euro vom Bundesministerium der Finanzen überwiesen werden, wobei der Empfängerkreis von 73.000 auf 79.000 Personen erweitert wurde. Unbefriedigt bleiben die Ansprüche von anderen Gruppen: Personen aus militärischen Arbeitsbataillonen und nichtdeutschen Konzentrationslagern; Personen, die weniger als sechs Monate inhaftiert waren; Menschen, die sich in so genannten „offenen Ghettos“ aufgehalten haben; Personen, die bestimmte Einkommensgrenzen überschreiten; sowie Menschen in Westeuropa, die bisher wenig Entschädigung erhalten haben.

## Kritik
Kritisiert wird die Organisation besonders von dem amerikanischen Politologen Norman Finkelstein. Er erklärte, die JCC habe die Anzahl der möglichen Überlebenden künstlich überhöht; die Unterstützung durch die JCC richte sich vor allem an Juden in Israel sowie den USA, insbesondere osteuropäische Juden würden mit wenig hilfreichen Alibiprogrammen abgespeist; Restitutionsansprüche seien häufig vorschnell oder ohne rechtliche Grundlage angemeldet worden, und die noch lebenden Erben kämen, wenn überhaupt, nur in den Genuss marginaler Abfindungen. Die JCC hat diese Kritik zurückgewiesen.
Im Laufe des Jahres 2008/2009 wurden im Zuge des israelischen Dokumentarfilms Die Zahlungsmoral von Guy Meroz und Orna Vilnai Federbusch vermehrt kritische Stimmen laut, die zudem eine größere Transparenz der JCC fordern und auf die unzureichende Entschädigung von NS-Opfern in Osteuropa hinweisen.

## Betrugsfälle
2007 trat der Vorsitzende Israel Singer im Zusammenhang mit Vorwürfen der persönlichen Bereicherung zurück.
Im Jahr 2010 wurde bekannt, dass der New Yorker Bundesstaatsanwalt nach zweijähriger Ermittlungsarbeit insgesamt 17 Verdächtige hat festnehmen lassen, davon sechs Mitglieder der Claims Conference, denen vorgeworfen wird, im großen Maßstab Gelder der deutschen Bundesregierung an nicht Berechtigte ausgezahlt zu haben. Es geht dabei um über 5500 Fälle, in denen Personen unbegründet als Opfer anerkannt wurden und an die insgesamt 42 Millionen Dollar Entschädigungszahlungen geleistet wurden. Den Mitarbeitern wird vorgeworfen, sich an der Manipulation von zahlreichen Lebensläufen beteiligt zu haben, wodurch die Veruntreuung erst möglich wurde. Bekannt wurde der Vorfall, nachdem JCC-Mitarbeitern aufgefallen war, dass „innerhalb kurzer Zeit zwei angebliche NS-Verfolgte Entschädigungsansprüche mit ähnlichen Biografien“ gestellt hatten. Daraufhin startete die Leitung der JCC eine interne Untersuchung und schaltete die Staatsanwaltschaft und die Bundespolizei FBI ein. 2013 wurde infolgedessen in New York eine achtjährige Haftstrafe gegen den Direktor des Artikel-2-Fonds, Semen Domnitser, ausgesprochen.

## Mitgliedsorganisationen
- Agudath Israel World Organization
- Alliance Israélite Universelle
- American Gathering of Jewish Holocaust Survivors
- American Jewish Committee
- American Jewish Congress
- American Jewish Joint Distribution Committee
- American Zionist Movement
- Anglo-Jewish Association
- B’nai B’rith International
- Board of Deputies of British Jews
- Canadian Jewish Congress
- Centre of Organizations of Holocaust Survivors in Israel
- Conseil Représentatif des Institutions Juives de France
- Council of Jews from Germany
- Delegacion de Asociaciones Israelitas Argentinas
- European Council of Jewish Communities / European Jewish Congress
- Executive Council of Australian Jewry
- Jewish Agency for Israel
- Jewish Labor Committee
- South African Jewish Board of Deputies
- World Jewish Congress
- World Jewish Relief
- World Union for Progressive Judaism
- Zentralrat der Juden in Deutschland